# BORCS5
BORCS5 (англ. BLOC-1 related complex subunit 5) – білок, який кодується однойменним геном, розташованим у людей на 12-й хромосомі. Довжина поліпептидного ланцюга білка становить 196 амінокислот, а молекулярна маса — 22 222.
| 10         |  | 20         |  | 30         |  | 40         |  | 50         |
| ---------- |  | ---------- |  | ---------- |  | ---------- |  | ---------- |
| MGSEQSSEAE |  | SRPNDLNSSV |  | TPSPAKHRAK |  | MDDIVVVAQG |  | SQASRNVSND |
| PDVIKLQEIP |  | TFQPLLKGLL |  | SGQTSPTNAK |  | LEKLDSQQVL |  | QLCLRYQDHL |
| HQCAEAVAFD |  | QNALVKRIKE |  | MDLSVETLFS |  | FMQERQKRYA |  | KYAEQIQKVN |
| EMSAILRRIQ |  | MGIDQTVPLL |  | DRLNSMLPEG |  | ERLEPFSMKP |  | DRELRL     |

A: Аланін

C: Цистеїн

D: Аспарагінова кислота

E: Глутамінова кислота

F: Фенілаланін

G: Гліцин

H: Гістидин

I: Ізолейцин

K: Лізин

L: Лейцин

M: Метіонін

N: Аспарагін

P: Пролін

Q: Глутамін

R: Аргінін

S: Серин

T: Треонін

V: Валін

Кодований геном білок за функціями належить до фосфопротеїнів, ліпопротеїнів. 
Задіяний у такому біологічному процесі, як альтернативний сплайсинг. 
Локалізований у мембрані, лізосомі.